# Echolink
EchoLink è un software gratuito per radioamatori, che permette loro di comunicare via radio con altri radioamatori, utilizzando parzialmente la tecnologia internet VoIP e parzialmente le radiofrequenze. Il software è stato concepito e realizzato da Jonathan Taylor, radioamatore con callsign K1RFD.
Il sistema rende possibile connessioni tra radioamatori in tutto il globo. In sostanza, fa la stessa cosa di un normale programma VoIP (quale Skype o Messenger) con l'unica differenza che in più può collegare stazioni di ricetrasmettitori radio. Questo rende possibile collegare con delle piccole radio portatili, e di bassa potenza, stazioni che si trovano molto distanti tra loro.

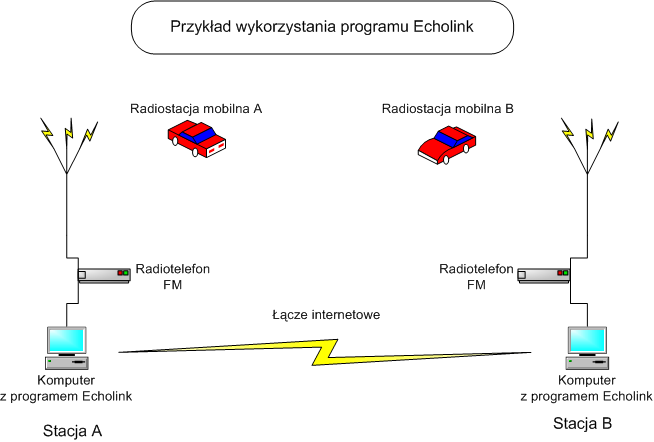
Esempio di funzionamento di Echolink

Un ponte ripetitore RF viene collegato a un PC equipaggiato con Echolink, questo è un "nodo", che riceve quindi il segnale RF inviato al ripetitore da un qualunque trasmittente, lo digitalizza e lo invia tramite VoIP a un altro nodo, che riceve il segnale VoIP, e lo trasmette dal proprio ripetitore locale. Il segnale, dunque, tra due ipotetici radioamatori, è in radiofrequenza dalla trasmittente fino al ripetitore con Echolink, è VoIP da un ripetitore Echolink a un altro, e torna a essere in radiofrequenza da quest'ultimo ripetitore fino alla radio che riceve.
Tutti i nodi presenti in Echolink hanno un numero assegnato dal sistema stesso e possono essere composti come un vero e proprio numero di telefono da una qualsiasi radio con tastiera DTMF.
È possibile usare il programma anche da un PC a un altro, senza apparecchi radio, come accade con altri software VoIP, tuttavia per poter utilizzare il sistema è necessario che il proprio nominativo radioamatoriale sia validato, poiché essendo a uso esclusivo dei radioamatori si vuole essere certi che gli utilizzatori siano debitamente autorizzati.
Il software è scritto per girare sulle versioni 32-bit e 64-bit di Microsoft Windows e ci sono altre versioni che girano su dispositivi Apple (iPhone, iPod touch e iPad) disponibili in Apple App Store. Di recente, una versione per Android è disponibile in Google Play.